# Henry Wu
Le Dr Henry Wu est un personnage de fiction de la franchise Jurassic Park.

## Présentation
Il est introduit dans le roman Jurassic Park de Michael Crichton en 1990, qui a lancé la franchise. Il apparaît également brièvement dans l'adaptation cinématographique du roman en 1993 et joue un rôle plus important dans la trilogie cinématographique Jurassic World. Le Dr. Wu est le généticien en chef de Jurassic Park et Jurassic World, supervisant la résurrection des dinosaures grâce au génie génétique. Il est tué par un Velociraptor dans le roman, mais survit tout au long de la série de films, dans laquelle il est interprété par l'acteur B. D. Wong. Bien qu'étant un personnage secondaire dans le roman, son rôle est considérablement réduit dans l'adaptation cinématographique, réalisée par Steven Spielberg. Wong et Wu étant tous deux américains d'origine asiatique, l'acteur estime que son rôle a été réduit, à sa grande déception, en raison de « l'exclusion raciale à Hollywood ».
Après mûre réflexion, Wong accepte de reprendre ce rôle pour le quatrième film de la franchise, Jurassic World (2015). Il est réalisé par Colin Trevorrow, qui a co-écrit le scénario avec Derek Connolly. Les réalisateurs considèrent Wu comme un personnage emblématique de la franchise, compte tenu de son rôle dans la création de dinosaures, même s'il apparaît peu dans le film,. Wong est le seul acteur de l'ancienne franchise à apparaître dans Jurassic World ; Trevorrow partage sa joie de revoir le personnage après son rôle mineur dans le premier film. Wong reprend à nouveau son rôle pour les suites, Jurassic World : Fallen Kingdom (2018) et Jurassic World : Le Monde d'après (2022), également co-écrites par Trevorrow.
Dans la trilogie Jurassic World, Wu crée secrètement des dinosaures hybrides sur demande, dont certains s'échapperont plus tard et feront des ravages. Dans Le Monde d'après, il conçoit secrètement des criquets géants pour son client, la société Biosyn, qui libère ensuite les insectes pour ravager des cultures rivales dans un complot visant à contrôler l'approvisionnement alimentaire mondial. Le personnage se rachète lorsqu'il exprime des regrets pour ses actions et arrête finalement l'épidémie de criquets. Le rôle de Wu est parfois considéré comme celui d'un méchant dans les films de Jurassic World, mais l'acteur qui l'interprète pense que l'emploi du personnage est mal perçu ; ses recherches sont bien intentionnées et motivées par les demandes de « clients ».
Outre les films, Wong reprend également son rôle dans les jeux vidéo Jurassic World Evolution (2018) et Jurassic World Aftermath (2020), ainsi que dans deux attractions de parcs à thème, Jurassic World : The Ride et VelociCoaster,.